# Municipio de Stoney Creek (condado de Randolph)
El municipio de Stoney Creek (en inglés: Stoney Creek Township) es un municipio ubicado en el condado de Randolph en el estado estadounidense de Indiana. En el año 2010 tenía una población de 990 habitantes y una densidad poblacional de 14,28 personas por km².

## Geografía
El municipio de Stoney Creek se encuentra ubicado en las coordenadas 40°8′52″N 85°9′45″O / 40.14778, -85.16250. Según la Oficina del Censo de los Estados Unidos, el municipio tiene una superficie total de 69.32 km², de la cual 69,14 km² corresponden a tierra firme y (0,26 %) 0,18 km² es agua.

## Demografía
Según el censo de 2010, había 990 personas residiendo en el municipio de Stoney Creek. La densidad de población era de 14,28 hab./km². De los 990 habitantes, el municipio de Stoney Creek estaba compuesto por el 99,09 % blancos, el 0,1 % eran afroamericanos, el 0,1 % eran asiáticos, el 0,1 % eran de otras razas y el 0,61 % eran de una mezcla de razas. Del total de la población el 0,4 % eran hispanos o latinos de cualquier raza.